# 霧雨
霧雨（きりさめ、きりあめ）は、霧のような細かい雨のこと。気象観測では、雨滴の直径が0.5 ミリメートル(mm)未満の雨と定義されている。文学など、色々なシチュエーションで使われている。

## 特徴
霧雨は、細かな水滴だけが一様に風に流れるように、地表近くまで垂れこめた雲底の低い層雲から降る。地面に達して霧となった層雲から降ることもある。降り方が緩やかでほとんど浮遊しているように見える場合もある。
雨量は1時間に1 mmを超えることが少ないが、条件の良い海岸沿いや山沿いではそれ以上になることがある。
層雲（あるいは霧を構成する層雲）の雲の中で、雲粒（霧粒）が主に衝突・併合して成長、雨のサイズまでは大きくならないが、落下したときに霧雨となる。
なお、ふつうの雨の中でも降雨帯の縁の部分で降るものや、ごく弱い雨が降るとき、雨滴は蒸発によって霧雨のサイズにまで痩せることがある。この場合、雨滴の密度は低い。高層雲などからわずかに降る雨がこのような性状だが、霧雨ではない。
霧雨の降っているときは霧に似て、光が散乱されるため遠くにある物体の輪郭がぼやけて見える。

## 観測
国際気象通報式の天気の報告では、止み間があったかどうか、観測時に降っているか止んでいるか、3段階の霧雨の強さ、着氷性かどうか、雨や雪を伴うかどうかなどの組み合わせで区分される。霧雨の基本の記号は。
ラジオ気象通報などの日本式天気図における霧雨の天気記号は、雨の記号に片仮名の「キ」をつけた「キ」。
航空気象の通報式では、「降水現象」の欄のDZが霧雨を表す。
日本では、気象庁は管区気象台などの拠点では天気や大気現象の目視観測を行っており、大気現象として霧雨のほか、地霧、霰などを区別し記録している。自動気象観測装置を導入したところ（アメダスやほとんどの地方気象台）では、大気現象の記録を2019年2月に廃止した。機械による天気の自動判別では、雨滴の大きさを判別することは難しいためである。

## 表現
文学などにも用いられる表現で、糠雨（ぬかあめ）、小糠雨（こぬかあめ）も同義。俳句では秋の季語。